# (8891) Irokawa
(8891) Irokawa (1994 RC1) – planetoida z pasa głównego asteroid okrążająca Słońce w ciągu 5,59 lat w średniej odległości 3,15 au. Odkryta 1 września 1994 roku.